# Relações entre Mauritânia e Senegal
As relações entre Mauritânia e Senegal são as relações internacionais entre dois países vizinhos da África Ocidental, a Mauritânia e o Senegal. 

## História

### Independência
Após a independência, o principal aliado da Mauritânia abaixo do Saara era o Senegal, mas cada país manteve suas próprias estratégias de desenvolvimento econômico e social. 
Um dos fatores que têm afetado a relação entre os dois países é a grande diferença entre os negros e os mouros da Mauritânia. O Senegal afirma dar os direitos devidos às minorias negras na Mauritânia, que sofrem de preconceitos.

### Década de 1970
O presidente do Senegal, Leopold Senghor, que exerceu seu governo de 1960 a 1981, manteve uma preocupação de a Mauritânia estar orbitando demasiadamente a esfera de influência da Argélia e da Líbia. Para pressionar o país vizinho, Segnhor demandou que medidas fossem feitas em prol dos negros do sul, caso contrário ajudaria na autodeterminação destes povos em relação ao governo pró-mouro de Nouakchott. Ele também ajudou a dirigir uma campanha de imprensa que mostrou publicamente os problemas raciais entre os negros e mouros na Mauritânia. 
Em 1972, foi criada pelos dois países, em cooperação com o Mali a Organização de Desenvolvimento do Vale do Rio Senegal (OMVS), uma maneira de controlar as enchentes, a irrigação e os projetos agrícolas de cada país.

### Década de 1980
Durante a década de 80, cada país acusava o outro de salvaguardar dissidentes dos regimes, e em maio de 1987 o Senegal extradiu o capitão Moulaye Asham Ould Ashen, um antigo membro do governo de Mohamed Khouna Ould Haidalla, acusado de corrupção. A partir daí, Nouakchott permitiu que dissidentes do regime senegalês falassem publica e abertamente sobre o governo de Abdou Diouf, e suas imperfeições.
Em 1987, o Senegal não ameaçava a Mauritânia quanto à segurança, mas causava problemas a Nouakchott por explorar as diferenças étnicas da Mauritânia a seu próprio favor, principalmente na questão dos direitos dos negros. 
As relações com o Senegal melhoraram quando Abdou Diouf substituiu Senghor como presidente em 1981. Em 1981, uma tentativa de golpe de Estado em Nouakchott por parte de políticos pró-Marrocos fez com que o governo Diouf expulsasse toda a oposição mauritana do Senegal. 
No início de 1989, as tensões surgiram entre a Mauritânia e o Senegal, devido a conflitos sobre recursos hídricos no vale do rio Senegal. Como resultado, os mouros brancos da Mauritânia na capital senegalesa de Dacar tornaram-se os alvos de violência comunal, quando na Mauritânia em si, os negros mauritanos ficaram sob suspeita de serem "senegaleses de quinta coluna". 
Para prevenir mais violência, os governos da Mauritânia e do Senegal começaram a organizar repatriações mútuas de seus cidadãos de cada território em abril daquele ano. Entretanto, a Mauritânia não removeu só cidadãos senegaleses, mas cerca de 70.000 negros mauritanos. Aqueles expulsos eram em grande parte dos fulas. A fronteira entre os dois países não seria reaberta até abril de 1992.

### Perspectivas atuais
Apesar de membros da oposição continuarem buscando refúgio em Dacar, o governo senegalês não ofereceu asilo político. Ainda hoje, o governo do Senegal continua tendo interesses em apoiar uma Mauritânia birracial, como um "estado-tampão" entre suas fronteiras que provavelmente barrasse as influências de um expansionista Magrebe Árabe. 